# Conus achatinus
Conus achatinus е вид охлюв от семейство Conidae. Възникнал е преди около 11,61 млн. години по времето на периода неоген. Видът не е застрашен от изчезване.

## Разпространение и местообитание
Разпространен е в Австралия (Западна Австралия, Куинсланд и Северна територия), Бангладеш, Британска индоокеанска територия, Бруней, Вануату, Виетнам, Източен Тимор, Индия, Индонезия, Камбоджа, Кокосови острови, Мавриций, Мадагаскар, Майот, Малайзия, Малдиви, Мианмар, Мозамбик, Нова Каледония, Остров Рождество, Папуа Нова Гвинея, Реюнион, Сейшели, Сингапур, Соломонови острови, Тайланд, Танзания, Филипини и Шри Ланка.
Обитава пясъчните дъна на океани и морета. Среща се на дълбочина от 3 до 6 m.